# Freeman 150B
Freeman 150B är ett reservat i Kanada.   Det ligger i provinsen Alberta, i den centrala delen av landet, 3 000 km väster om huvudstaden Ottawa. Freeman 150B ligger vid sjön Lilla Slavsjön.
Runt Freeman 150B är det glesbefolkat, med 11 invånare per kvadratkilometer.